# Atla (rzeka)
Atla (est. Atla jõgi) – rzeka w gminie Rapla w centralnej części Estonii. Rzeka wypływa z jeziora Kadja (est. Kadja järv) około 7 km od miejscowości Kuimetsa. Uchodzi do rzeki Keila. Ma długość 33 km i powierzchnię dorzecza 124 km² lub 34,1 km długości i powierzchnię dorzecza 130,5 km².